# 1253
Évszázadok: 12. század – 13. század – 14. század
Évtizedek: 1200-as évek – 1210-es évek – 1220-as évek – 1230-as évek – 1240-es évek – 1250-es évek – 1260-as évek – 1270-es évek – 1280-as évek – 1290-es évek – 1300-as évek
Évek: 1248 – 1249 – 1250 – 1251 –  1252 – 1253 – 1254 – 1255 – 1256 – 1257 – 1258

## Események

### Határozott dátumú események
- január 23. – Reniero Zeno velencei dózse megválasztása.[1]
- június 25. – IV. Béla király serege Morvaországot pusztítva Olmütz városa alá érkezik. A magyarok Stájerországban is súlyos harcot vívnak és eredménytelenül ostromolják Bécs városát.[2]
- július 6. – Mindaugas litván nagyfejedelem koronázása. (1263-ig uralkodik.)
- szeptember 23. – II. Ottokár cseh király trónra lépése. (1278-ig uralkodik.)
- október 11. – Benedek kalocsai érseket – Báncsa István lemondása után – az esztergomi káptalan érsekké választja.[3]
- november 29. – II. Ottó fiának, II. Lajos bajor hercegnek trónra lépése. (Egyúttal Pfalz grófja is, 1255-től Felső-Bajorország hercege, 1294-ig uralkodik.)

### Határozatlan dátumú események
- július
  - II. Vilmos holland gróf Westkapelle-nél legyőzi a flamandokat.
  - Bonifác savoyai gróf (IV. Amadeus fia) trónra lépése. (1263-ig uralkodik.)
- az év folyamán – 
  - Megkezdődik a tengeri ütközetek sorozata Genova és Velence között, melyek 1371-ig folytatódnak.
  - IV. Ince pápa kilenc év után visszatér Rómába, miután 1244-ben elhagyta azt, hogy elmozdítsa II. Frigyes német-római császárt.
  - Galícia a terjeszkedő Mongol Birodalom vazallusa lesz. (A mongolok elpusztítják a mai Laosz területén Dali Királyságot és beolvasztják birodalmukba.)
  - Befejeződik az Assisi Szent Ferenc-bazilika építése.
  - A párizsi egyetem alapítása.
  - III. Henrik angol király – miután a parlament többször nem szavazta meg számára az adókivetés jogát – kénytelen ismét megerősíteni a szabadságlevelet, a Magna Chartát.[4]

## Születések
- I. János brabanti herceg († 1294)
- V. Amadeus savoyai gróf († 1323)
- október 17. – Szent Ivó, a jogászok védőszentje († 1303)

## Halálozások
- július 13. – IV. Amadeus savoyai gróf (* 1197)
- augusztus 11. – Assisi Szent Klára (* 1194)[5]
- szeptember 22. – I. Vencel cseh király (* 1205)
- november 29. – II. Ottó bajor herceg (* 1206)